# Atanasio en busca de novia
Atanasio en busca de novia és una pel·lícula muda de comèdia espanyola rodada al País Basc el 1925. Fou escrita i dirigida per Felix i Aureliano González i hi van participar molts familiars. Era una comèdia d'aquella època, una d'aquelles on es llancen coques de merenga. Fou l'última pel·lícula produïda per Hispania Films i no en queden gaires evidències.

## Repartiment
- Saturnino Fernández
- Félix González
- Nieves González
- Teresa González
- Antonio Velázquez